# Szamszám ad-Daula
Szamszám ad-Daula (tudományos átiratban Ṣamṣām ad-Dawla, arab betűkkel صمصام الدولة), eredeti nevén Abu Kálídzsár Marz(u)bán (tudományos átiratban Abū Kālīǧār Marz(u)bān, arab betűkkel أبو كاليجار مرزبان; Siráz?, 964 – Fársz, 998. november/december) a dajlami származású Buvajhidák dinasztiájának tagja, előbb főemír és Mezopotámia ura, majd Fársz fejedelme volt. Két év börtönnel megszakított uralkodása során mindvégig fivérei ellen kellett harcolnia, aminek következtében az iraki közállapotok jelentősen romlottak, és a gazdag Fársz is elégedetlenség színhelyévé vált.

## Származása, trónszerzése
Marzubán Adud ad-Daula, a Fárszot, Kermánt, Huzesztánt és egész Mezopotámiát egyesítő fejedelem második fia volt. Édesanyja a dajlami Gíliták utolsó uralkodójának lánya, egyben apjának felesége volt; nagy valószínűséggel ezért lett ő a kiszemelt örökös, szemben a mintegy két évvel idősebb bátyjával, Abu l-Favárisz Sírzíllel, aki egy alacsony rangú, török ágyastól származott. Az udvarban anyjának unokatestvére, Zijár ibn Sakrákavajh nagy befolyással rendelkezett mint Adud ad-Daula hadseregének egyik magas rangú parancsnoka. Így aztán, amikor a fejedelem megbetegedett, Sírzílt a távoli keleti Kermán tartományba küldte helytartónak. A komplikációk elkerülése érdekében, bár Adud ad-Daula 983 márciusában hunyt el, halálhírét csak júniusban hozták nyilvánosságra, addig Abu Kálídzsár helyettesként irányította az ügyeket.

## Hatalmi harcok
Trónra lépve a Szamszám ad-Daula („a dinasztia szezámja”) tiszteleti nevet vette fel, és helyetteséül nevezte ki Abu l-Huszajn Ahmad nevű, szintén fejedelmi anyától származó féltestvérét, akit anyjával és öccsével, Abu Táhir Fírúzsáhhal együtt Sirázba küldött, hogy vegye át a nevében Fársz igazgatását. Ők azonban csak Huzesztánig jutottak, ugyanis a halálhírre a kermáni Abu l-Favárisz megszállta Fárszot, és elsőszülöttségére hivatkozva magának követelte apjuk örökségét Saraf ad-Daula (a dinasztia nemessége) néven. Hogy megerősítse igényét, kapcsolatba lépett Dzsibálban uralkodó, akkor éppen Gorgánban tartózkodó nagybátyjukkal, Muajjid ad-Daulával, akit elismert családfőnek. A hírre Ahmad Ahvázban szintén trónigénnyel jelentkezett, felvéve a Tádzs ad-Daula („a dinasztia koronája”) nevet, a Dijá ad-Daula nevet felvevő öccsét pedig a dél-mezopotámiai nagyváros, Baszra elfoglalására küldte. Szamszám ad-Daula hatalma röviddel trónra kerülése után Közép- és Észak-Mezopotámia (Dzsazíra) területére szorult vissza, és még ezeket sem birtokolta szilárdan az önállósodó beduinok miatt.
A fejedelem ebben a helyzetben igyekezett biztosítani magát a Bizánci Birodalom felől. Mivel Adud ad-Daula Bagdadban menedéket adott Bardasz Szklérosznak, a hosszú éveken át lázadó bizánci hadvezérnek, az utóbbi években legalább két követjárás is történt Konstantinápoly és Bagdad között, azonban Adud ad-Daula halála miatt nem jöhetett létre végleges megegyezés. Szamszám ad-Daula végül olyan feltételekkel kötött békét, hogy azonnal kiadja Bardasz rokonait, illetve három éven belül magát a lázadót is, valamint belenyugszik, hogy a Dijár Bakr-ot uraló kurd Bádz Bizáncnak fizet adót. Ennek fejében a császárság az aleppói emírséget ismerte el a Buvajhidák adófizetőjének, ám ez az adó a súlyos katonai helyzetben behajthatatlan volt. Bádz mellett más kurdok is fellázadtak Dijár Rabíában Adud ad-Daula halálakor Nisibis környékén, és a Moszulba kinevezett kormányzó kénytelen volt jelentős területekről lemondani a javukra a Túr Abdín hegységben.
Eközben délen egyre rosszabb lett a helyzet. A bahrajni karmatik, Adud ad-Daula szövetségesei a harc kitörésekor rávették az ománi helytartót, hogy Siráz helyett Bagdadnak esküdjön hűséget, ám Abu l-Favárisz csapatai rövidesen elfoglalták a Perzsa-öböl menti tartományt (984/985). A túlerőt látva 985/986 során a karmatik is átálltak a trónkövetelő oldalára, és Kúfa környékét a hűségére térítették. Ezzel párhuzamosan Szamszám ad-Daula környezetében is állandó hatalmi küzdelem zajlott: leváltott vezírje a kalifa bevonásával egy újabb öccsét, a tizenöt éves Abu Naszrot próbálta trónra tenni Saraf ad-Daula helyetteseként. Az összeesküvést felszámolták, de a központi hatalom tovább gyengült.

## Bukás és fárszi uralom
Az idő előrehaladtával egyre többen álltak át Szamszám ad-Daulától bátyja oldalára, aki eleinte, úgy tűnik, habozott, hogy meghódítsa-e a számos problémával járó Mezopotámiát. Miután Huzesztánt is elfoglalta – Tádzs ad-Daula és Dijá ad-Daula a dzsibáli nagybátyjukhoz menekült – fivére békét kért tőle, és elismerte a főségét – ekkorra azonban a háborús párt kerekedett felül Saraf ad-Daula tanácsadói között, így a békét felrúgva, 987 februárja/márciusa során bevonult Bagdadba. Szamszám ad-Daula úgy döntött, nem harcol ellene, így a hatalomátvétel békésen zajlott. Őt magát a fárszi Szíráfba vitték, ahol bebörtönözték és megvakították, anyjának befolyásos rokonát, Zijár ibn Sakrákavajh főparancsnokot pedig kivégezték.
Saraf ad-Daula 989-es halálakor a Szamszám ad-Daula ellen már felléptetett Abu Naszr lépett trónra Bagdadban Bahá ad-Daula néven, de a Fársz átvételére küldött kiskorú Abu Alit nem fogadta el az al-Alá ibn al-Huszajn vezír vezette sirázi kormányzat. Ehelyett kiszabadították a megvakított Szamszám ad-Daulát, és trónra tették. A kezdődő háborúban előnyben volt, hiszen a bagdadi kormányzat állandó pénzszűkében szenvedett Adud ad-Daula halála óta, ő viszont Fárszban nagy jövedelmekkel rendelkezett. 990/991 folyamán Bahá ad-Daula mégis egészen Arradzsánig tört előre, ami megegyezésre késztette a feleket: Szamszám ad-Daula Fársz ura maradhatott, Mezopotámia és Huzesztán pedig megmaradt öccse kezén. A békét a bagdadi fél törte meg, amikor 993/994-ben lerohanta Sirázt. A háború kiújult: bár egy alkalommal mintegy fél évig iraki kézben volt Arradzsán, a harcok többnyire a gazdag, a katonák számára komoly jövedelmekkel kecsegtető Huzesztánban zajlottak. Szamszám ad-Daula 994/995-ben a tenger felől bevette Baszra városát, de rövidesen elvesztette. A harcoknak erős etnikai színezete is volt: míg Bahá ad-Daula hadai gyakorlatilag törökökből állt, Szamszám ad-Daula az Abu Ali ibn Usztádz-hurmuz vezette dajlamiakra hagyatkozott.
Bár Szamszám ad-Daula jobb pozícióban volt, a 990-es évek második felére seregében elégedetlenség támadt, ráadásul belső ellensége is akadt: apjuk unokatestvére, Izz ad-Daula hajdani főemír addig fogságban levő fiai kiszabadultak, és Fárszban az elégedetlen dajlami katonák, illetve a kurd nomádok között kezdtek szervezkedni. 998-ban kitört lázadásuk elől Szamszám ad-Daulának menekülnie kellett Sirázból, de kurd csapatai a város közelében ellene fordultak és meggyilkolták november/december folyamán.